# Neoconger
Neoconger is een geslacht van straalvinnige vissen uit de familie van spaghettialen (Moringuidae). Het geslacht is voor het eerst wetenschappelijk beschreven in 1858 door Girard.

## Soorten
- Neoconger mucronatus Girard, 1858
- Neoconger tuberculatus (Castle, 1965)
- Neoconger vermiformis Gilbert, 1890